# Robert Kendrick
Robert Kendrick (født 15. november 1979 i Fresno, Californien, USA) er en amerikansk tennisspiller, der blev professionel i 1999. Han har, pr. maj 2009, vundet en enkelt ATP-doubleturnering, men har fortsat sin første single-titel til gode.
Kendrick er 190 cm. høj og vejer 86 kilo.